# Qingxin
Qingxin är ett stadsdistrikt i Qingyuans stad på prefekturnivå i provinsen Guangdong i sydöstra Kina.
Qingxin är indelat i åtta köpingar (zhen).
- Heyun (禾云镇)
- Jintan (浸潭镇)
- Longjing (龙颈镇)
- Sankeng (三坑镇)
- Shantang (山塘镇)
- Shitan (石潭镇)
- Taihe (太和镇)
- Taiping (太平镇)